# 青衣江
青衣江（せいいこう、拼音: Qīng yī jiāng）は、中華人民共和国四川省を流れる川の一つで、大渡河の支流。長江水系に属する。古くは平羌江（へいきょうこう）、若水（じゃくすい）とも呼ばれた。邛崍山脈の巴朗山と夾金山の間の蜀西営に発し、四川盆地西端の雅安市を貫き、楽山市で北から大渡河に合流し、さらに同所で岷江に流入する。三川合流点には楽山大仏が建つ。
青衣江は航行不可能で水運には使えないが、ダムが作られ三つの水力発電所がある。李白はその詩で、「峨眉山、月半輪の秋 影は平羌江水に入りて流る」（峨眉山月半輪秋、影入平羌江水流）とよんでいる。

## 流域の地理と自然
青衣江は、邛崍山脈の巴朗山と夾金山の間の蜀西営（海抜4,930m）に発する宝興河を源流とする。雅安市宝興県を流れ、飛仙関で天全河、滎経河と合流して青衣江と称するようになる。雅安市、眉山市洪雅県、楽山市夾江県を経て、楽山市の草鞋渡で大渡河に合流する。
飛仙関までの上流は長さ174km、流域面積8,750平方km。飛仙関より下の中下流は長さ142km、流域面積4,147平方km。源流から楽山までの標高差は2,844m。流域のうち東部は低くなだらかな丘陵地帯で、海抜は600mから1100m、河谷はU字型で幅は広くジュラ紀や白亜紀の地層が露出しており地質構造は単純である。西部は流域面積の60%を占め、人口も耕地も少なく森林がほとんどの高山地帯であり、河谷はV字型で急流になっている。地層の多くは古生代にさかのぼり、褶曲の激しい複雑な地質構造である。
流域は亜熱帯で、春は気温変化が激しく、夏は酷暑で雨が集中し、秋は湿度が高く、冬は厳寒で雪は少ない。流域の年平均気温は15度から18度で雨量は多いが、流域内で差が大きく、北の宝興県付近は年平均降水量は790mmと少なく、東の雅安で年1800mm、滎経県で2400mm以上に達する。春は雨が少なく、夏に雨量が集中する。また6月下旬から9月は洪水も多発する。

## 流域の経済
青衣江流域は雅安市、眉山市、楽山市の三つの地級市にまたがる。流域の総人口約135万人のうち農業人口は83%を占め、耕地総面積は約128.7万畝、GDPは51.8億元で雅安、洪雅、夾江に集中する。川蔵公路と川滇公路が流域を通り、成雅高速公路も通る。
鉱物資源では花崗岩、大理石が豊富で、石炭や鉛、亜鉛が続く。1980年代以降、雅安を中心に工業が発展し、電力、採鉱、機械、化学、軽紡などが中心となっている。

## 主要支流
玉溪河（またの名を蘆山河）は、流域面積1,397平方km、長さ113km, 落差3,595mの大きな支流で、灌漑や発電などの開発が進む。周公河は青衣江右岸の支流で、流域面積1,078平方km、長さ95km、落差1,757m。